# Paraná (canção de Now United)
"Paraná" é uma canção do grupo pop internacional Now United, lançada em 7 de junho de 2019. A canção foi disponibilizada nas plataformas digitais em 23 de setembro de 2019. Conta com os vocais de Any, Diarra, Noah e Bailey.

## Videoclipe
O videoclipe foi gravado no FitDance Studio, em São Paulo, durante uma passagem do grupo pelo Brasil, e contou com a participação de diversos dançarinos e fãs. A canção faz parte do projeto de protagonismo,a primeira canção correspondendo à Any.

## Históricos de lançamentos
| Região | Data                   | Formato                    | Gravadora | Ref   |
| ------ | ---------------------- | -------------------------- | --------- | ----- |
| Mundo  | 23 de setembro de 2019 | download digital streaming | XIX       | [ 5 ] |